# Povijest Kraljevine Jugoslavije
Jugoslavija je bila država nekoliko južnoslavenskih i drugih naroda, koja je s različitim državnim ustrojem i geopolitičkim sastavom postojala od 1918. (službeno od 1929.) do 2003., najdulje pod srbijanskom dinastijom Karađorđevića (1918. – 1941.; formalno do 1945.) i pod komunističkom vlašću (1945. – 1991.). Nastala je nakon I. svjetskoga rata (1. prosinca 1918.) ujedinjenjem kraljevina Srbije i Crne Gore s Državom SHS. Prvotno se nazivala Kraljevstvo Srba, Hrvata i Slovenaca, potom od 1920. do 1929. Kraljevina Srba, Hrvata i Slovenaca i konačno od 1929. Kraljevina Jugoslavija. U monarhijskom razdoblju vladari su bili kralj Petar I. (do 1921.), kralj Aleksandar I. (1921. – 1934.) i kralj Petar II. (1934. – 1945.; zbog njegove maloljetnosti vlast je 1934. – 1941. imao knez Pavle). Od osnutka 1918. bila je izražena srbijanska prevlast u državnim ustanovama, zasnovana na centralističkom uređenju i tumačenju ujedinjenja kao kontinuiteta srpske države. Nova je država uskoro uspostavila nove unutarnje granice koje su bile neprirodne, niti su poštivale povijesne granice. Bile su skrojene na štetu drugih naroda, da bi se stvorila srpska većina i u krajevima koji nisu imali nikakvu povijesnu svezu sa Srbijom. Bila je osporavana federalizacija, koju su posebice zahtijevale hrvatske stranke. Nije bila omogućena politička afirmacija manjinskih naroda (Bošnjaka, Makedonaca, Crnogoraca i dr.). Rapallskim ugovorom iz 1920. Italiji su priznati Trst, Gorica, Gradiška i dio Kranjske, Istra (bez općine Kastav), Zadar, otoci Cres, Lošinj, Lastovo, Palagruža (s pripadajućim manjim otocima). Rimskim ugovorima 1924. Italiji je priznata i Rijeka. Vladajući režim u Kraljevini SHS već je imao mnogo osobina fašizma, što je osobito iskazalo kad je proglašena Diktatura 1929 godine. Ta je diktatura nazivana u literaturi monarhofašistička diktatura (t.zv. balkanski fašizam). Ustavna monarhija obnovljena je oktroiranim ustavom 1931., no nasilna narav režima nije se mnogo umanjila. Srbijanski hegemonizam naposljetku je okrenuo Srbe iz krajeva zapadno od Drine protiv Srbije, jer su financijskim sustavom bili zakinuti i oni, pa su ušli u savez s hrvatskim strankama. Rješavanje hrvatsko-srpskoga odnosa, kao ključnoga državnog pitanja, pokušano je 1939. sa stvaranjem Banovine Hrvatske.

### Kraljevstvo Srba, Hrvata i Slovenaca
Iako su predstavnici Države SHS, na čelu sa Svetozarem Pribićevićem, prije upućivanja u Beograd od Narodnog vijeća Države SHS dobili dokument "Naputak" kojim se uvjetuje ujedinjenje Države SHS s Kraljevinom Srbijom okupljanjem ustavne skupštine koja će 2/3 većinom odlučiti buduće uređenje države, dolaskom u Beograd, pod dojmom nasilnog pristupa Crne Gore Srbiji te samovoljni izlazak Bačke, Banata i Baranje (Novosadska skupština) i hrvatskog Srijema koji je bio pod srpskom vojnom kontrolom do izgasavanja ujedinjenja iz sastava Države SHS i priključenje Srbiji, bojeći se talijanske okupacije Dalmacije i Istre te socijalnih nemira, biva odbačen "Naputak" i napisana "Adresa" dokument o bezuvjetnom ujedinjenju Države SHS i Kraljevine Srbije. Delegacija, koju je predvodio Pribičević, predstavila je regentu Aleksandru, koji je zastupao tada bolesnoga oca Petra I., "Adresu". Dokument je pročitao potpredsjednik Narodnog vijeća, dr. Ante Pavelić, a regent ju je ratificirao 1. prosinca 1918. godine, proglasivši tako novonastalo Kraljevstvo Srba, Hrvata i Slovenaca.
Novonastala država bila je bez Ustava, a sva vlast bila je bila je koncentrirana u rukama regenta Aleksandra (apsolutizam) i beogradskoga dvora (centralizam). U Crnoj Gori je izbila žestoka oružana pobuna.
Značajni velikosrpski intelektualac Vaso Čubrilović objašnjava u intervjuu 1981. godine da je u vrijeme formiranja zajedničke države postojala znatna volja da se formira suvremena država, ali da Beograd - kao središte nove države, puno volje da profitira od njezinoga stvaranja -  nije imao kapaciteta biti suvremeno državno središte, nego tek središte korupcije i nesposobnog upravljanja: "Mislim da od 1918. do 1941. mi grešimo više iz neznanja kako treba urediti državu, nacionalno i kulturno rešenu, nego iz svesne volje da vladamo nad drugim narodima. Mi nismo imali izgrađeni kapitalistički sistem da preko njega možemo eksploatisati druge zemlje. To je vrlo komplikovana metoda, mi toga nismo imali. Imali smo malo birokratije, vrlo slabe, malo čaršije, koja ne ume vladati i nije umela da vlada. Ali je umela brljati. I taj primitivni način uplitanja, preko prljavog upravnog aparata, bila je glavna pogreška našeg upravljanja od 1918. do 1941. godine".

Kralj je sam sastavljao vlade, a represije režima protiv političkih neistomišljenika bile su česte i okrutne (čak je i Svetozar Pribićević, kao Ministar unutarnjih poslova, djelovao protiv političara s kojima je nekad radio u Narodnom vijeću SHS). Narodna skupština nije se sastajala, a službeni je Beograd sve dekrete i zakone donosio preko obznana, odnosno kraljevih samodonesenih odluka. Jasno da je takva politika izazivala burne reakcije i stvarala sve veću oporbu protiv režima. Prva reakcija došla je već 2. prosinca 1918. godine, dakle samo dan nakon ujedinjenja, u obliku Proglasa HSP-a u kojem se protivi načinu ujedinjenja pozivajući se na ranije Svibanjsku i Krfsku deklaraciju, dogovore Narodnoga vijeća SHS, ali i činjenicu da Hrvatski sabor nikada nije ratificirao "Adresu". Sljedeći veliki izljev nezadovoljstva dogodio se 5. prosinca 1918. godine. Na trgu u Zagrebu su se, tijekom prijepodneva, okupili pristaše kraljevstva na skupu u čast novoj državi na kojemu su se, između ostalog, mogle čuti i brojne protuhrvatske parole. Hrvatski je narod, nezadovoljan policijskom tolerancijom takvog ponašanja, poslijepodne održao sličan skup na kojemu je kritizirao Kraljevstvo. No, reakcija policije bila je drugačija. Naime, za razliku od prijepodneva, policija je napala okupljene građane, ranila, uhitila i odnijela nekoliko života, čime je, po prvi puta, demonstrirana sila beogradskog dvora nad političkim oponentima. Taj je događaj znan kao Prosinačke žrtve. Srpska hegemonija ogledala se i u gospodarskom smislu. Iako su krune bile približno jednakog omjera s dinarom (1:1), a cijeli zapadni dio zemlje koristio je upravo krune, službeni je Beograd ubrzo izdao zakon kojim je omjer razmjene bio 4:1 u korist dinara. Naime, svi oni koji su željeli mijenjati krune za dinare, a morali su jer je Beograd ukinuo krune kao valutu, morali su dati 4 krune za 1 dinar, što je bilo i više nego nerealno. Slično je bilo i s agrarnim reformama i oporezivanjima - podjela zemlje išla je u korist srpskim seljacima, a velik broj hrvatskih seljaka morao je sakrivati stoku kako im država ne bi naplaćivala velike poreze na posjedovanje stoke.
Godine 1919., talijanski iredentistički pjesnik i rani ideolog fašizma, Gabriele d'Annunzio okuplja ardite, vojne veterane iz Prvog svjetskog rata, i u čamcima vesla do Rijeke, koju 12. rujna 1919. godine okupira i uspostavlja talijansku upravu. Bila je to prva otvorena fašistička invazija na neku zemlju u međuratnom razdoblju, a rezultirala je velikim negodovanjem vlasti Kraljevstva SHS. Apeli međunarodnoj zajednici rezultirali su sklapanjem Rapallskog ugovora 1920. godine kojim je Kraljevstvo dobilo upravo nad okolicom grada, a Rijeka je postala slobodna država. "Jadransko pitanje" koje je tada nastalo bit će razriješeno tek 1924. godine sklapanjem Rimskog ugovora 1924., kojim je Rijeka pripala Italiji, a okolica grada Kraljevini SHS.
Rapallskim ugovorom Italiji su pripali Trst, Gorica, Gradiška i dio Kranjske, Istra (bez Kastva), otoci Cres, Lošinj, Unije i Susak, Zadar te Lastovo, Palagruža i neki manji nenastanjeni otoci. Priznata je Slobodna Država Rijeka koja je obuhvaćala grad Rijeku te dio teritorija sjeveroistočne Istre (Rimski ugovori).Talijanima u Kraljevini SHS priznato je pravo uporabe jezika i sloboda vjeroispovijesti, ali se ista prava Hrvatima i Slovencima u Istri nisu jamčila. Hrvatska i slovenska javnost te Hrvati i Slovenci u Istri loše su primili rješenja postignuta Rapallskim ugovorom, a ministar Trumbić podnio je ostavku.
Prva veća politička kriza nove države nastaje kao posljedica ne imanja ustava. Naime, u tri godine postojanja, situacija se nije načelno promijenila - Ustava koji bi potvrdio državno uređenje nije bilo, a kralj je i dalje provodio samovladu obilježenu znatnim represijama protiv političke opozicije. Uz HRSS i HSP (koje su se 1921. godine ujedinile u Hrvatski blok), kao nova, značajna opozicija hegemoniji beogradskog dvora javlja se i novoosnovana Komunistička partija Jugoslavije. Osnovana u Vukovaru 1919. godine, stranka je bila jedna od rijetkih svejugoslavenskih stranaka (dakle, uključivala je članove iz cijele zemlje), a njezin program bazirao se na kombinaciji boljševizma, lenjinizma i uspostavi sovjetske republike po uzoru na Rusku SFSR. Kao stranka koja je postajala iznimno popularna, počela je predstavljati veliku prijetnju režimu (u jednom je trenutku bila treća stranka po jačini, iza DS-a i radikala), tako da je ubrzo, već 1920. godine, pala pod Obznanu. Naime, Ministar unutarnjih poslova, Milorad Drašković, donio je Obznanu (koja će kasnije postati rigorozni Zakon o zaštiti države) kako bi osigurao državu od onih koji ju žele srušiti - de iure, ona je omogućavala brojna prava i slobode i bila je usmjerena isključivo protiv onih koji ruše državu (odnosno, komunista), ali je de facto bila primjenjivana na sve one koji su javno izražavali svoje nezadovoljstvo režimom. Iako su od tog trenutka djelovali tajno (što im je pomoglo prilikom NOB-a), komunisti su i dalje bili aktivni, a jedan od prvih odjeka bilo je ubojstvo ministra Draškovića u Delnicama 1921., kojeg je izvršio komunistički omladinac Alija Alijagić. Komunisti tako djeluju u ilegali, a HRSS i ostale oporbene stranke bore se za svoja prava u Narodnoj skupštini.

### Od Vidovdanskog ustava do diktature
Godine 1921. saziva se posebna Narodna skupština s ciljem donošenja novog ustava. Iako je već ranije određeno kako će se ustav i državno uređenje donijeti dvotrećinskom većinom, prilikom izglasavanja ustava došlo je do znatnih problema. Naime, tijekom Ustavne skupštine, hrvatski predstavnici odbijaju pozdraviti srpskog regenta Aleksandra kao vladara nove države smatrajući da bi tako priznali Petra za svog kralja. Inzistiranje srpskih zastupnika na pozdravu rezultira hrvatskim napuštanjem Ustavotvorne skupštine. Kako je HRSS-u pristup zabranjen pod izlikom da u nazivu prejudiciraju državno uređenje te kao takvi ne mogu pristupiti skupštini, srpski zastupnici donose novi centralistički ustav po principu 50 % plus jedan glas pošto je bilo nemoguće okupiti dvotrećinsku većinu. Ustav je izglasan uz malen broj glasova protiv, a službeno je donesen 28. lipnja 1921. godine, na Vidovdan, zbog čega se i naziva Vidovdanski ustav. Moglo bi se reći da je tom odlukom koja je protivna "Naputku" Narodnog vijeća Države SHS posijano sjeme svih budućih problema. U kolovozu iste godine umire kralj Petar I. Karađorđević, a nasljeđuje ga, sada i službeno kralj (iako je i kao regent, de facto vodio državu od njezinog osnutka), Aleksandar I. Karađorđević. Ime države promijenjeno je u Kraljevina Srba, Hrvata i Slovenaca, a podijeljena je na 33 oblasti.
| Nikola Pašić bio je jedan od najutjecajnijih političara prve faze jugoslavenske povijesti. Na premijersku poziciju biran je u više navrata. |  | Nikola Pašić bio je jedan od najutjecajnijih političara prve faze jugoslavenske povijesti. Na premijersku poziciju biran je u više navrata. |
| Nikola Pašić bio je jedan od najutjecajnijih političara prve faze jugoslavenske povijesti. Na premijersku poziciju biran je u više navrata. |  | Čelnik HRSS-a Stjepan Radić bio je ključni oporbenjak beogradskom režimu do svoje smrti koja je uslijedila kao posljedica atentata.         |

No, problemi, kao što je naznačeno, nisu riješeni. Naime, Vidovdanski ustav bio je iznimno centralistički nastrojen, a svu je vlast davao kralju i nasljednoj dinastiji Karađorđevića. Iako je institucija Predsjednika vlade postojala, njegove ovlasti su, u odnosu na kraljeve, bile neznatne. Naime, zanimljiv je podatak kako je u periodu od 1921. do 1929. došlo do 23 promjene vlade, a od svih tih, samo su 2 zahtjeva došla od Narodne skupštine, a ostalu 21 promjenu inicirao je sam kralj (naravno, neki premijeru su ostali i nakon promjena vlade). Izbori u novoj kraljevini održavali su se svake 2 godine (1923., 1925. i 1927.), a glavna konkurencija dominantnoj Narodnoj radikalnoj stranci (koja je po broju zastupnika prestigla i DS), bio je Radićev HRSS. Radić se 1923. godine ujedinio sa Slovenskom ljudskom strankom Antona Korošeca i Jugoslavenskom muslimanskom organizacijom Mehmeda Spahe kako bi sklopio parlamentarnu koaliciju koja bi mogla parirati Pašićevim radikalima. Kako bi razbio koaliciju, a istovremeno dobio povjerenje Narodne skupštine, Pašić šalje delegata na pregovore s trojicom stranačkih čelnika. Kada im je ovaj obećao privilegije za njih i njihove stranačke kolege (što su čak dobili i napismeno), Radić, Korošec i Spaho daju povjerenje Pašiću, ali se pozivaju na obećanja zajamčena dokumentom - jasno, Nikola Pašić obećanja nije ispunio. Stjepan Radić tada odlazi u Europu gdje apelira kod stranih vlasti za pomoć, a 1924. godine uključuje HSS u Seljačku internacionalu. Po njegovom povratku, biva zatvoren, a stranka zabranjena zbog afilijacije s komunistima (naime, nisu svi članovi HSS-a odobravali Radićev potez). Politika ometanja koju je provodio HSS morala je pasti, tako da je 27. ožujka 1925. godine, pred samim kraljem, Pavle Radić pročitao proglas kojim HSS priznaje ustav i državno uređenje, a ujedno i odustaje od republikanskog uređenja - HSS (dakle, promijenjeno je i ime) od tada zastupa politiku federalizma. Ubrzo nakon, Radić biva puštan iz zatvora, a HSS ulazi u koaliciju s radikalima (tzv. "R-R vlada - Radić-radikali vlada") u kojoj Radić obnaša funkciju Ministra prosvjete, a manji broj članova HSS-a ulazi u vladu kao Ministri bez portfelja.
Jasno, koalicija dvaju politički polariziranih stranaka nije dugo opstala i Radić ubrzo napušta vladu i vraća se u oporbu. Tada se Radić, što je bilo veliko iznenađenje za Državu, približava bivšem političkom protivniku - Svetozaru Pribićeviću. Naime, Pribičević je već ranije istupio iz DS-a i osnovao SDS, a shvatio je kako se prisilni unitarizam ne smije provoditi te kako je federalno uređenje jedina moguća solucija za krizu u zemlji. Dvojica stranačkih čelnika 10. studenoga 1927. osnivaju Seljačko-demokratsku koaliciju, savez HSS-a i SDS-a, kojoj su na čelu bili upravo Radić i Pribićević. Nova je koalicija predstavljala ozbiljne probleme Vladi u Beogradu, posebice jer više nisu mogli ostvarivati potrebnu većinu.
No, radikali su našli rješenje i za tu političku krizu. Radićevi kritički istupi u Narodnoj skupštini rezultirali brojnim prijetnjama, od kojih je znakovita bila ona srpskog zastupnika Čede Radovića, osobe bliske Ministru financija. Unatoč prijetnjama i upozorenjima, Radić je 20. lipnja 1928. godine odlučio otići u Narodnu skupštinu. Puniša Račić, radikalski zastupnik i član organizacije Bela ruka, unio je svoj revolver u Narodnu skupštinu (što je bilo protuzakonito) i čekao prigodu. Kada je HSS-ov zastupnik Ivan Pernar oštro kritizirao Račića, Račić je napustio zastupničku klupu, prišao govornici, izvadio revolver i počeo pucati po HSS-ovcima. Đuro Basariček i Pavle Radić pogibaju na mjestu, dok se Ivan Granđa, Ivan Pernar i, glavna meta, Stjepan Radić izvlače s ozljedama. Radić, kojemu je metak završio u trbuhu, biva operiran u Beogradu, nakon čega se vraća u Zagreb gdje je umro 8. kolovoza 1928. godine. Puniša Račić osuđen je na 20 godina robije te je zatvoren, ali je na robiji u Kaznenom zavodu u Zabeli kod Požarevca dobio kraljevski tretman, čime je još jednom demonstrirana okrutnost beogradskog režima. Sprovodi Basaričeku i Pavlu Radiću bili su i jasna prigoda za izražavanje nezadovoljstva hrvatskoga naroda. Iako je preživio atentat, Stjepan Radić, glavna oporbena ličnost ovoga razdoblja, preminuo je 8. kolovoza 1928. godine u Zagrebu od posljedica ranjavanja. Prosvjedi na njegovom sprovodu bile su znatno veće nego na onome Đure Basarička i Pavla Radića. SDK tada službeno odbija sudjelovati u radu Narodne skupštine, a politička kriza u zemlji se pogoršava.

### Šestosiječanjska diktatura
Atentat u Narodnoj skupštini 1928. godine donio je još veće probleme u Kraljevini SHS, a kriza se toliko produbila da je reagirati morao sam kralj. Dana 6. siječnja 1929. godine, preko Radio Beograda objavio je ukidanje Narodne skupštine i svih stranaka, uveo je diktaturu, koju će povijest pamtiti kao Šestosiječanjska diktatura, a sve je to opravdao krizom koju parlamentarci nisu uspjeli riješiti - između Kralja i Naroda od tog trenutka posrednika nije smjelo biti. Nekoliko mjeseci potom, kralj Aleksandar donosi novi Zakon o nazivu i podjeli države kojim će ime države promijeniti u Kraljevina Jugoslavija, provodeći, tako, geslo "Jedan narod, jedan kralj, jedna država", a istu će podijeliti na 9 banovina i grad Beograd. Ukinute su bilo kakve nacionalne posebnosti, a stvorena je, što i jest bilo jedno od izvornih ideja Karađorđevića, jugoslavenska nacija s jugoslavenskim jezikom kao službenim.
Iako je dobar dio političara, posebice hrvatskih (njih je predvodio dr. Vladko Maček, nasljednik Stjepana Radića na čelu SDK), pozdravio uvođenje diktature, smatrajući ju boljim rješenjem od Vidovdanskog ustava i novom prigodom za ujednačavanje odnosa, proglašenje iste dovelo je, zapravo, do eskalacije nasilja protiv unutrašnjih neistomišljenika, što je samo povećalo spiralu stvorenu još 1918. godine. U državnom pokušaju razbijanja albanskih, hrvatskih, makedonskih i slovenskih pokreta hrvatske žrtve će postati najpoznatije. Među istaknutim žrtvama ističu se Josip Predavec, HSS-ov zastupnik ubijen nedugo nakon izlaska iz zatvora, Đuro Đaković, jedan od visokopozicioniranih dužnosnika još uvijek ilegalne KPJ i albanolog i pisac, pravaš Milan Šufflay, koji je ubijen usred Zagreba. Šufflayjevo ubojstvo posebno je odjeknulo u svijetu, posebice zbog naknadnog zataškavanja od vlasti (o tome se, naime, nije pisalo niti govorilo), a na ponašanje beogradske vlasti pismom su reagirali, između ostalih, i Albert Einstein i Heinrich Mann. Atentat je pokušan i na pravaša Milu Budaka, dok je Vladko Maček izbjegao smrt, ali je dobar dio vremena proveo u zatvoru. Godine 1932., Ustaše, koje je još od 1929. godine vodio Ante Pavelić kao tajni, revolucionarni ogranak HSP-a kojemu je cilj stvaranje samostalne Hrvatske, podižu ustanak u ličkom selu Brušane. Ustanak je bio izveden poprilično traljavo, tako da je ugušen bez većih problema, ali bio je ovo prvi javni istup UHRO-a, koji je tada već imao jasno definirane političke ciljeve. Iako je Ante Pavelić već 1929. godine in absentia osuđen na smrt od Suda za zaštitu države, djelovanje ustaša u inozemstvu bilo je poprilično plodonosno (kasnije će se to, doduše, pokazati kao problem, jer će te iste ustaše, na temeljima fašizma i nacizma, voditi genocidnu i diktatorsku NDH). Osim individualnih atentata, događali su se i neki kolektivni pokolji kao što su Sibinjske, Senjske i Vrbske žrtve. Gospodarska i politička hegemonija nije jenjavala, tako da je nova agrarna reforma ponovo išla na ruku srpskog seljaštva (naime, zemlju koja se dijelila prvo su dobivali sudionici Srpskih ustanaka, pa ratni veterani, a tek onda ostali), a odnos snaga na važnim državnim funkcijama bio je nevjerojatan - možda najbolji primjer je primjer generala Jugoslavenske vojske. Naime, od svih generala, broj srpskih generala bio je 161, dok je broj hrvatskih generala bio 2. Slični omjeri bili su i na drugim funkcijama.
Godine 1932., Kraljevina Jugoslavija dolazi na rub rata s Italijom nakon Trogirskog incidenta od 1. prosinca 1932. (tom su prigodom pripadnici Sokola Kraljevine Jugoslavije u Trogiru uništili ili teško oštetili čak osam starih mletačkih lavova) i još nekoliko incidenata.
| Izuzev Mačeka, potpis na Zagrebačke punktacije stavili su i Ante Trumbić, predsjednik HFSS-a i bivši Ministar vanjskih poslova te Mile Budak, vođa HSP-a i kasniji Pavelićev Ministar prosvjete i vjere. |  | Izuzev Mačeka, potpis na Zagrebačke punktacije stavili su i Ante Trumbić, predsjednik HFSS-a i bivši Ministar vanjskih poslova te Mile Budak, vođa HSP-a i kasniji Pavelićev Ministar prosvjete i vjere. |
| Izuzev Mačeka, potpis na Zagrebačke punktacije stavili su i Ante Trumbić, predsjednik HFSS-a i bivši Ministar vanjskih poslova te Mile Budak, vođa HSP-a i kasniji Pavelićev Ministar prosvjete i vjere. |  | |

Iako je situacija u zemlji bila daleko od idealne, krajem 1931. dolazi do blagog smirivanja, tako da kralj Aleksandar, 3. rujna 1931. donosi Oktroirani ustav kojim je ponovo vraćen parlamentarizam, a iste su godine raspisani izbori. Prorežimske stranke ujedinjene su u jedinstvenu Jugoslavensku nacionalnu stranku (JNS) koji je vodio general Petar Živković, predsjednik vlade u vrijeme diktature i zapovjednik Kraljevske garde. Iako su izbori raspisani, oni su bili javni i za pristupanje izborima bio je potreban dovoljan broj potpisa iz određenih kotara, zbog čega su mnoge stranke, uključujući i SDK, bojkotirale ove izbore, što je, jasno, rezultiralo pobjedom JNS-a. Kada je postalo izvjesno da ni kraljevska diktatura ne dovodi do poboljšanja, oporbeni političari iz Hrvatske (HSS, HSP, HFSS), koje predvode Vladko Maček (HSS), Mile Budak (HSP) i Ante Trumbić (HFSS), okupljaju se u Zagrebu i donose zajednički protestni dokument znan kao Zagrebačke punktacije (1932.). Pozivajući se, ponovo, na Krfsku i Ženevsku deklaraciju, zahtijevaju federalno uređenje i daljnje dogovore. Zagrebačke su punktacije potakle i niz drugih dokumenata, tako da u kratkom roku izlaze i Novosadske i Sarajevske i Ljubljanske punktacije. Kako je službeni Beograd punktacije proglasio protudržavnima, one su postale nevažeće, a zanimljivo je kako je od svih potpisnika, samo Maček završio, iako nakratko, u zatvoru.
Ipak, problemi su se i dalje gomilali. Iako je raniji pokušaj u Zagrebu propao, planovi za ubojstvo kralja Aleksandra nisu prestali i kralj je bio upozoren kako će izvan Jugoslavije biti u velikoj opasnosti. Unatoč svemu, kralj je na brodu "Dubrovnik" otputovao u Marseilles na dogovoreni sastanak s francuskim Ministrom vanjskih poslova Louisom Barthouom kako bi dogovorio bolju suradnju dvije zemlje. Ipak, tijekom vožnje ulicama, Vlado Černozemski, pripadnik VMRO-a, ispalio je nekoliko metaka u kralja iz neposredne blizine, a tijekom pucnjave je poginuo i ministar Barthou. Marsejski atentat od 9. listopada 1934. okončao je Aleksandrovu vladavinu, a velik teret osvete pao je na ustaše. Naime, ubrzo je otkrivena upletenost ustaša u planirani atentat, tako da su brojni ustaški kampovi po svijetu pozatvarani, a čelnici uhićeni (Pavelić je boravio u zatvoru u Torinu). 
Kako je prijestolonasljednik Petar II. još uvijek bio maloljetan, vlast je, kao regent, preuzeo Pavle Karađorđević, sin Arsena Karađorđevića. Princ Pavle postat će regent i uspostavit će tročlano Namjesništvo kojeg će, uz Ivu Perovića, bana Savske banovine, i Radenka Stankovića, profesora medicine iz Beograda, i voditi. Namjesništvo će, postepeno, dovesti do popuštanja diktature, ali tu priliku vide velikosrpski vjerski vođe koji šire ideje i mržnju prema hrvatskom narodu koja rezultira ubijanjem hrvatskih seljaka i paljenjem sela. Dobro prikriveni motivi i lažna izvješća rezultiraju daljnjim djelovanjem Ustaša i hrvatske mržnje prema Srbima što će kasnije rezultirati zločinima u NDH. Naime, nakon pada Jevtićeve vlade, dolazi, pod pritiskom Francuske i Engleske, do rješavanja tzv. hrvatskog pitanja.
| Predsjednik vlade Milan Stojadinović okrenuo je Jugoslaviju prema Trećem Reichu i Italiji. |  | Predsjednik vlade Milan Stojadinović okrenuo je Jugoslaviju prema Trećem Reichu i Italiji. |
| Predsjednik vlade Milan Stojadinović okrenuo je Jugoslaviju prema Trećem Reichu i Italiji. |  | Stojadinovićev nasljednik, Dragiša Cvetković, uspješno je dovršio pregovore s Mačekom.     |

Prva kriza koja je riješena bila je Konkordatska kriza. Naime, pregovori oko stvaranja konkordata između Kraljevine Jugslavije i Vatikana trajali su već neko vrijeme, a dokument je, konačno, potpisan 1935. za vrijeme nadbiskupa Antuna Bauera. No, iako je dokument potpisan, prosvjedi i snažna opozicija pravoslavnih svećenika, koji su tvrdili kako se Hrvatima time daje prevelika autonomija, rezultirali su time da konkordat nikada nije ratificiran. Sljedeći dio hrvatskoga pitanja bio je politički status Hrvatske. Naime, nakon smjene Jevtića, za premijera je postavljen Milan Stojadinović, vođa Jugoslavenske radikalne zajednice (JRZ ili popularno "jereza" - sačinjavale su je JNS, JMO i SLS). Stojadinović, doduše, počinje pregovore s Vladkom Mačekom oko statusa Hrvatske, ali za njegova mandata (1935. – 1939.), oni neće biti završeni. Godine 1939., knez Pavle smjenjuje Milana Stojadinovića i imenuje Dragišu Cvetkovića za novog predsjednika vlade. Kako su pregovori Stojadinović-Maček bili neuspješni, novi predsjednik vlade započinje nove pregovore koji su 26. kolovoza 1939. godine rezultirali potpisivanjem Sporazuma Cvetković-Maček i osnivanjem Banovine Hrvatske. 
 Banovina je zapravo bila "država u državi", a obuhvaćala je teritorij bivše Savske i Primorske banovine (uz dijelove današnje BiH). Imala je sudsku, zakonodavnu i upravno autonomiju u odnosu na Beograd, a za (prvog i posljednjeg) bana izabran je HSS-ovac Ivan Šubašić. Taj neviđeni presedan, kojeg je knez Pavle opravdao člankom 116. jugoslavenskog ustava, izazvao je burne reakcije diljem zemlje. Srpski su se političari pobunili jer su smatrali da takav presedan Hrvatima daje privilegirani položaj i ruši ideje jugoslavenstva koje je država provodila, dok su neki hrvatski političari, predvođeni HSP-om, smatrali kako je ovo samo obmana i kako je jedina moguća solucija potpuna samostalnost Hrvatske. Kako bilo, protesti su ubrzo prestali, a situacija u zemlji ponovo se pogoršala u nadolazećem razdoblju. Dana 1. rujna 1939., Adolf Hitler započinje napad na Poljsku, čime započinje Drugi svjetski rat u kojeg će se i Kraljevina Jugoslavija ubrzo priključiti.

### Puč i Travanjski rat
Kraljevina Jugoslavija svakako je bila važna strateška točka i za Saveznike i za Sile Osovine tako da su se i jedna i druga frakcija borile oko pridobivanja Jugoslavije za saveznika. Iako su Ujedinjeno Kraljevstvo i Francuska bile tradicionalne jugoslavenske saveznice, za vrijeme premijera Stojadinovića došlo je do približavanja Jugoslavije Trećem Reichu i Kraljevini Italiji. Na koncu, pod primamljivim obećanjima, Kraljevina Jugoslavija pristupa Trojnom paktu 25. ožujka 1941. godine, manje od godinu dana nakon što je, u rujnu 1940. godine, formiran. No, dobar dio jugoslavenskog naroda, kao i međunarodna scena, nisu odobravali ovaj potez taku da su Britanci ubrzo dali podršku državnome udaru koji je izveden u noći s 26. na 27. ožujka 1941. godine. Namjesništvo je ukinuto, a premijeru Cvetkoviću oduzet je mandat. Maloljetni kralj Petar II. proglašen je za punoljetnu osobu čime preuzima prijestolje, iako nije ni krunjen ni miropomazan, a za predsjednika vlade izabran je general Dušan Simović. Simovićeva je vlada najavljivala razvrgavanje Trojnoga pakta, ali do toga čina nikad nije došlo zbog pritiska i otvorene prijetnje Trećeg Reicha. Umjesto toga, Simovićeva vlada nije razvrgnula sporazum, nadajući se da će tako izbjeći njemačku okupaciju i spasiti monarhiju.
No, unatoč svemu, Hitler je bio bijesan na ovakav razvoj događaja u Jugoslaviji zbog čega je, 6. travnja 1941. godine, naredio invaziju Jugoslavije. Bio je to i dio plana vezan uz osvajanje Balkana - naime, Italija je već ranije započela napad na Metaxasovu Grčku, ali nije imala uspjeha, tako da je Hitler, kako bi proširio sferu utjecaja, rado pristao poslati još vojske (jer je već ranije poslao podršku u obliku Erwina Rommela u Sjevernu Afriku) Italiji. Time je, doduše, odgođena Operacija Barbarossa, ali je osvojen Balkan. Kraljevina Jugoslavija kapitulirala je 17. travnja 1941. godine, dok su se borbe na Metaxasovoj liniji vodile još neko vrijeme - iako je Metaxas umro, Britanci su nastavili pružati pomoć Grcima, ali je i Grčka, potom, kapitulirala. Vojska, kao jedini predstavnik vlasti, potpisala je kapitulaciju, a javna tijela vlasti ostala su bez vodstva. Kralj je sa zlatnim pričuvama Narodne banke Jugoslavije pobjegao sa zračne luke u Nikšiću, zajedno s dijelovima bivše Vlade. Sletio je u London gdje je formirana Jugoslavenska vlada u egzilu, koja se predstavljala kao jedino legitimno tijelo za područje bivše kraljevine i koja je sve do 1943. godine obmanjivala svjetsku javnost kako su četnici Draže Mihailovića jedina antifašistička vojska na području Balkana. Tek su nakon Teheranske konferencije u studenome 1943. godine, Saveznici priznali NOB i Titove partizane kao legitimne predvodnike antifašističkog otpora u Jugoslaviji.
Po potpisivanju kapitulacije, Kraljevina Jugoslavija rascjepkana je na nekoliko marionetskih tvorevina koje su predvodili kolaboracionistički političari odani ili Reichu ili Italiji. Dio okolnih zemalja, kao što su Mađarska i Bugarska, ali isto tako i sam Reich i Italija, proširili su svoj teritorij na uštrb okupiranih zemalja, dok je kod ostalih zemalja došlo do znatnih promjena granica. Slovenija je razdijeljena između Reicha, Italije i Mađarske, a kolaboracionistički režim na tom je području vodio Leon Rupnik. Na području Crne Gore stvorena je Kraljevina Crna Gora koju su vodili domaći kolaboracionisti, koje predvode Mihailo Ivanović i Sekula Drljević i talijanski upravitalji, a dio je izravno pripojen Italiji ili pripojen talijanskoj Albaniji. Makedonija je većim dijelom pripojena Bugarskoj, a manjim dijelom talijanskoj Albaniji. Kosovo je podijeljeno između talijanske Albanije, dio je pripojen Bugarskoj, a dio se našao pod Srbijom. Vojvodina je došla u stanje prije Prvog svjetskog rata, osim što je Banat iako dijelom osovinske Srbije, bio pod njemačkom upravom. Najveća površinom bila je Nezavisna Država Hrvatska, koja je obuhvatila teritorij Trojedne Kraljevine Hrvatske, Slavonije i Dalmacije osim djelova južne i zapadne Hrvatske koji su Italiji predani Rimskim ugovorima od 18. svibnja 1941. godine i onih koje je već prije Italiji predala Karađorđevićevska Jugoslavija, teritorij Bosne i Hercegovine bez djelova Hercegovine koji su pripojeni Italiji ili talijanskoj Crnoj Gori, te bez djelova sjeverne i sjeveroistočne Hrvatske koje je prema osovinskom poretku dobila Mađarska, a dio koje je trebalo pripasti NDH, Mađarska je okupirala i pripojila. Dio Srijema oko Zemuna, premda nominalno pod NDH, bio je pod njemačkom upravom. Dne 8. rujna 1943. godine nakon kapitulacije Italije NDH je razvrgnula ugovore i u svoj sastav uvrstila veći dio teritorija oduzetog preko tih ugovora, no više nije mogla zbog njemačkih planova. Na čelu NDH bio je poglavnik Ante Pavelić, predvodnik ustaša. Na teritoriju Srbije, koji je bio uvelike reduciran, stvorena je država s kolaboracionističkom vojnom upravom koju je predvodio Milan Nedić kao predsjednik Vlade narodnoga spasa, uz kasnije njemačke upravitelje. Sprovođenje genocidnih politika osovinskih režima uvelike je ovisilo o tome tko je pripojio ili okupirao određeni kraj, a kod nominalno neovisnih država osovinskog poredka, ovisilo je pod čijom je okupacijom bio teritorij (njemačka, talijanska).
Iako je ona de iure postojala tijekom cijelog Drugog svjetskog rata, Kraljevina Jugoslavija nikada više nije obnovljena u predratnim granicama i s predratnim režimom te je, nakon savezničke pobjede 1945. godine, na tom području uspostavljena, prvo, Demokratska Federativna Jugoslavija, a ubrzo nakon toga i Socijalistička Federativna Republika Jugoslavija.